# Summer Me, Winter Me
Summer Me, Winter Me ist ein Musikalbum von Stacey Kent. Die zwischen Mai und Dezember 2019 entstandenen Aufnahmen erschienen am 10. November 2023 auf Naïve Records.

## Hintergrund
Bei allen Songs auf dem Summer Me, Winter Me handelt es sich um Lieder, die die Sängerin Stacey Kent und ihr Mann Jim Tomlinson schon seit einiger Zeit vor Live-Publikum spielen, die aber noch nie zuvor aufgenommen wurden. Die Songauswahl stellt eine Reaktion auf Kommentare und Forderungen des Publikums dar. Denn die Frage „Auf welchem Album ist dieser Song?“ wurde sie häufig gefragt. Da sie immer eine Mischung aus altem und neuem Repertoire vorträgt, musste sie manchmal antworten, dass ein bestimmter Song sich noch gar nicht auf einem ihrer Alben befand. „Die vorliegende Aufnahme ist eine Zusammenstellung eben dieser Songs.“ Außerdem hat Kent zum ersten Mal einen Song zweimal auf demselben Album eingesungen: Jacques Brels Evergreen Ne me quitte pas sang sie seit 2018 in der englischen Version „If You Go Away“, seltener auch einmal auf Französisch. „Aber ganz gleich, in welcher Sprache ich das Lied aufführte, irgendjemand fragte mich immer, warum ich es nicht in der anderen Sprache gesungen hätte.“ Die vermeintliche Lösung, beide Sprachen in einer Version unterzubringen, behagte Kent nicht, weil beide Texte auf ihre eigene Art wunderschön seien und es gleichermaßen verdienen, zu Gehör gebracht zu werden. Folglich entschloss sie sich, beide auf dieses Album zu nehmen. Obwohl es sich nicht gerade um ein Wunschkonzert handele, sei Summer Me, Winter Me „eine Antwort auf dieses informelle und unwissenschaftliche Sondieren,“ eine Auswahl derartiger Publikumswünsche. Das Album enthält zwei neue Songs, die von Cliff Goldmacher (Text) und Jim Tomlinson (Musik) geschrieben wurden. Tomlinson arrangierte auch alle Titel und spielte Tenorsaxophon, Flöten, Klarinette, Schlagzeug und Keyboards. Bei den übrigen Titeln handelt es sich nach Meinung von Neil Duggan um Jazzstandards, mit Ausnahme eines Songs mit einem Liedtext des Schriftstellers Kazuo Ishiguro, der anders als auf einem älteren Livealbum hier als Walzer dargeboten wird.
Das Material wurde im Laufe von drei separaten Studioterminen aufgenommen, die 2019 in New York und im Vereinigten Königreich durchgeführt wurden. Bei den meisten Aufnahmen traten Kent und Tomlinson mit einem Trio aus dem Pianisten Art Hirahara, dem Bassisten Tom Hubbard und dem Schlagzeuger Anthony Pinciotti auf. Bei der britischen Aufnahmesitzung wirkte das britische Trio Graham Harvey, Jeremy Brown und Joshua Morrison mit. In einem der in New York aufgenommenen Stücke (der englischen Fassung des Brel-Chansons) ist auch ein Streichquartett zu hören.

## Titelliste
- Summer Me, Winter Me (Token Productions)[5]

1. Summer Me, Winter Me (Michel Legrand, Marilyn & Alan Bergman)
2. La Valse des lilas (Michel Legrand, Eddie Barclay, Eddy Marnay)
3. Thinking About the Rain (Jim Tomlinson, Cliff Goldmacher)
4. Under Paris Skies (Jean Wiener, Kim Gannon)
5. If You Go Away (Jacques Brel, Hal McKuen)
6. Happy Talk (Richard Rodgers, Oscar Hammerstein)
7. Show Me (Alan Jay Lerner, Frederick Loewe)
8. Postcard Lovers (Tomlinson, Kazuo Ishiguro)
9. Corcovado (Antônio Carlos Jobim, Gene Lees)
10. A Song That Isn't Finished Yet (Tomlinson/Goldmacher)
11. Ne me quitte pas (Jacques Brel)

## Rezeption

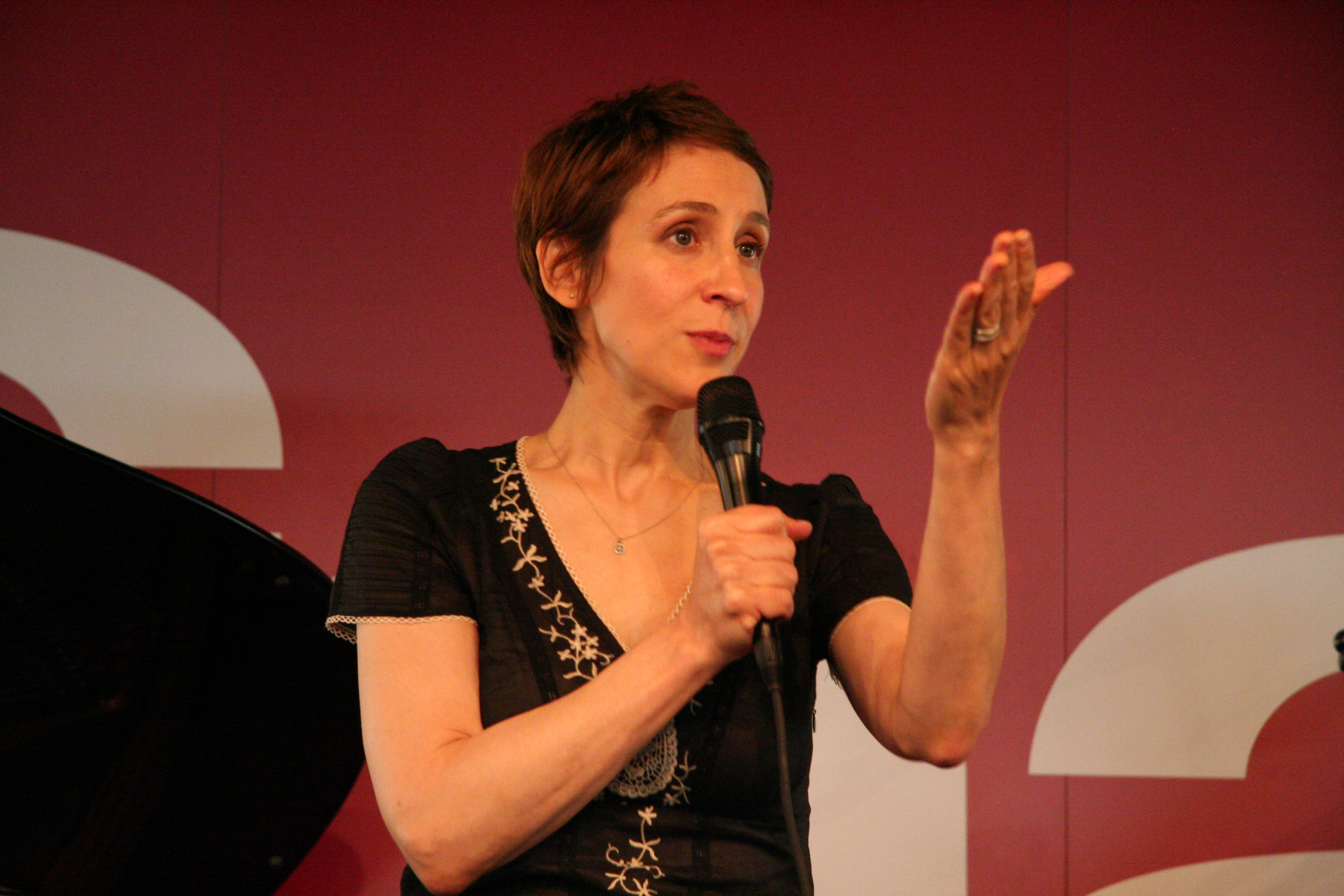
Stacey Kent, 2007

Nach Ansicht von Neil Duggan, der das Album in All About Jazz rezensierte, würde von den neuen Liedern „Thinking About the Rain“ hervorstechen. Kents Phrasierung und stimmliche Klarheit passten perfekt zur Erzählung. Tomlinsons Flöte biete vollendete Unterstützung und werd von Schlagzeuger Anthony Pinciotti geschickt unterstützt. Ein weiterer Höhepunkt sei die bittersüße Ballade „Postcard Lovers“, deren Text von Ishiguro stammt und die zuvor auf dem Live-Album Dreamer in Concert (2012) erschien. Tomlinson habe effektiv seine Komposition überarbeitet, um das Lied zu verbessern. Es gebe bei all diesen Liedern keine unnötigen Verzierungen, dennoch würden sie die perfekte Atmosphäre für Kent schaffen, um ihr Gelegenheit zu geben, zarte Interpretationen zu liefern. Ihre Stimme habe mühelosen Schwung und finde in jedem Track Wärme und Mitgefühl. Dabei zeigten die Musiker Zurückhaltung und spielen, um Kents Gesang hervorzuheben.
Stacey Kent sei eine Klasse-Sängerin und dieses Album dürfte zweifellos ihre Legionen von Fans begeistern, meinte Ian Mann in JazzMann. Der Gesang sei einzigartig und die Arrangements intelligent und zurückhaltend. Die neuen Songs würden der sorgfältig ausgewählten Auswahl an Standards gut standhalten und alle Instrumentalisten bewundernswert spielen. Als einzigen Kritikpunkt in dieser Hinsicht merkt der Autor an, dass man gerne etwas mehr von dem hochtalentierten Art Hirahara als Solist gehört hätte.
Peter Quinn, der das Album für Jazzwise besprach und es mit vier Sternen bewertete, merkte an: „In Summer Me, Winter Me webt Kent ihre äußerst subtilen Geschichten durch eine handverlesene Auswahl von Fanwünschen, die sich harmonisch aus beliebten Klassikern, zeitlosen Chanson-Perlen und frischen Originalen zusammensetzt.“ Das Album enthalte zwei wunderbare neue Songs, die Tomlinson mit dem produktiven amerikanischen Liedtexter Cliff Goldmacher speziell für Kent verfasste. Seinen Höhepunkt erreiche das Album mit Corvocado, einem der Eckpfeiler des Bossa Nova, in dem Jobims zweideutige Auflösungen ein unbeschreibliches Gefühl der Zeitlosigkeit erzeugen.
Summer Me, Winter Me erhielt im 1. Quartal 2024 den Vierteljahrespreis der deutschen Schallplattenkritik. Lothar Jänichen schrieb dazu für die Jury: Wenn man Kents Lieder unvoreingenommen höre, könnte man auf die Idee kommen, es hier mit einer Singer/Songwriterin zu tun zu haben. „So fantasievoll, so vielgestaltig klingen ihre Alben. Allesamt widmen sie sich klassischen Standards.“ Das Album enthalte „Geschichten und Gefühle für jede Jahreszeit, wie immer arrangiert von Ehemann Jim Tomlinson und interpretiert »with love«.“